# 人民の友

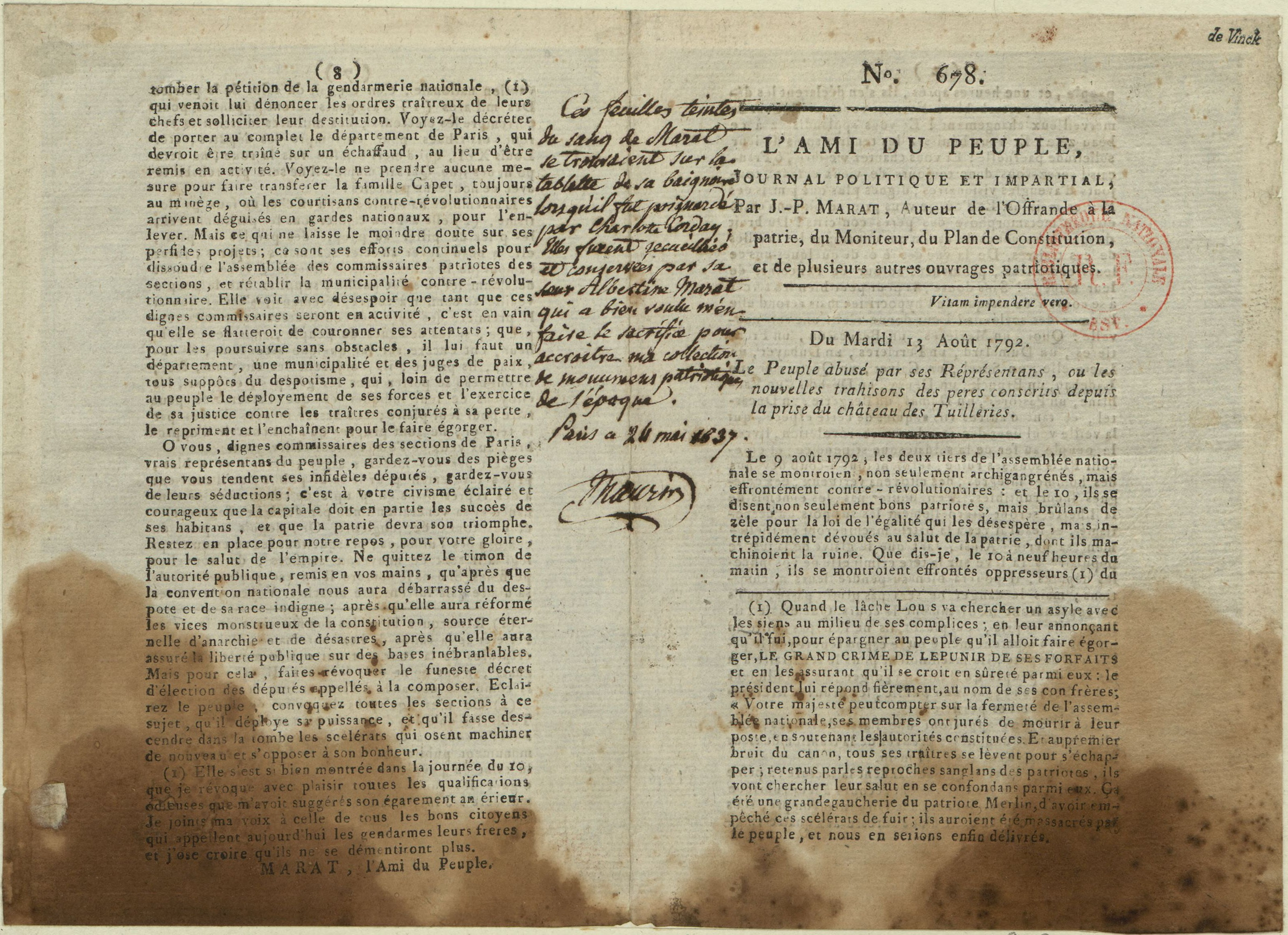
マラーの血で染められた「人民の友」の手稿

『人民の友』 (L'Ami du peuple）は、フランス革命期にジャン＝ポール・マラーによって発行された新聞。歴史家のジェレミー・D・ポプキンによれば、「革命の最も有名で過激な新聞」である「人民の友」は、マラーが人民の敵であると信じていた人々に対し、声を大にして下層階級の権利を唱導するものであり、そこで彼は、いささかの躊躇も見せることなく記事のなかで論述を行っていた。これらの記事はしばしば暴力的で反抗的な行動を引き起こしたため、危険なものとみなされていた。

## 創刊
1789年にカルム・デショー地区の選挙人として、マラーは選挙人集会において、現在起こっている政治的な出来事について有権者に知らせるための新聞を発刊するよう呼びかけた。ほかの選挙人たちが彼の呼びかけに応えなかったため、マラーは最初に「パリ市民のための広報」（Le Publiciste parisien） と名づけられた新聞の執筆に専念するために選挙人を辞任した。その創刊号は1789年9月12日に発行され、何号か発行された後にその紙名は「人民の友」に変更された。   

## 初期の苦闘
この新聞は八折り判のサイズで印刷されていた。通常は8ページの分量であるが、時には12ページまたは16ページに拡大された。通常、マラーは人民の友を毎日発行していたが、逮捕を逃れるためにマラーが潜伏した事によって新聞の印刷を行えなかったことが数回あったため、その発行期間にはいくつかの空白がある。ジャック・ネッケル、ジャン＝シルヴァン・バイイ、ミラボー伯爵、パリの自治市会、ラファイエット侯爵、国民議会、立法議会、国民公会、亡命貴族、ルイ16世といった人々に対する彼の絶え間ない攻撃は、彼に対する市民権の剥奪と告発、さらにこの新聞の発行停止を求める動きを招いた。彼の印刷機は破壊され、印刷済みの人民の友は少なくとも2回押収された。特に物議を醸した号- その中で彼はラファイエットの心臓をえぐり出し、国王を火あぶりにし、議員たちをその議席に串刺しにせよという脅迫的な言辞を用いていた - を印刷した印刷業者は逮捕、投獄され、その印刷に使用された原版は破壊された。 
新聞発行のための独立した収入源を持たなかったマラーは、人民の友を発行するために自らの貯蓄の大部分を費やした。1792年の初め、2ヶ月間滞在していたイギリスから帰国した後、彼には新聞の発行を続ける経済的余裕がなかったが、新しく内縁の妻となったシモーヌ・エヴラールの財政的支援によって彼は発行を続けることができた。1792年8月10日に王権が停止した後、パリ自治市会の警察監視委員会はマラーに国王の印刷機4台を与え、マラーのための新たな印刷所がコルドリエ修道院の地下に設けられた。

## 国民公会時代のマラー
1792年9月9日、マラーは国民公会の議員に選出された。9月25日、彼は「フランス共和国新聞」（Journal de la République française） という新しい新聞を創刊したが、翌年4月にジロンド派は国民公会の議員がジャーナリストを兼職することを違法とする法律を制定した（後に廃止された）。これに対して、マラーは新聞の名前を再び変更した。新しい紙名は「フランス革命の広報者」（Publiciste de la Révolution française）といい、自身がジャーナリストではなく広報者であることを宣言するものであった。旧「人民の友」はマラーの死までこの名前で発行され続けた。 
マラーは、ジロンド派を完全に打倒した後、1793年6月3日に国民公会の議員を辞職した。彼の持病だった皮膚病は今では肺の疾患を伴うようになり、彼は医療用の浴槽で多くの時間を過ごした。この時期の彼の新聞はほとんどが多くの特派員から寄せられた手紙で構成されている。7月13日、マラーはシャルロット・コルデーによって殺害された。その翌日、彼の新聞の最終号が発行された。

## 衝撃と影響
マラーの人民の友は総数約700号に達し、彼が国民公会の選挙に出馬した際に始めた新聞は、他の多くのパンフレットと合わせて約250号を数えた。彼の論説の人気は、彼の見解に共感している人、または虚偽の表現を彼に帰そうとする人によってマラーの潜伏中、そして彼の死後に多くの偽造品を生み出した。彼の扇動的なジャーナリズムは1789年10月のヴェルサイユ宮殿で重要な役割を果たしたとされ、1792年8月10日の君主制の停止、九月虐殺など、革命的な群衆による他の行動を促した 。

## マラー自身の言葉
マラーは1793年3月19日に発行された彼の新聞で、自身の政治的見解に沿って、彼の新聞の始まりと進化について述べている。 